# На-дене језици
На-дене језици (познати и као тлингит-ејак-атабаскански језици) су језичка породица заступљена на западу Канаде, као и у деловима САД (унутрашња Аљаска, Нови Мексико и делови Калифорније), а која обухвата тлингит, ејак и атабасканске језике. Неки лингвисти у ову породицу убрајају и хајду (међутим, овај језик се данас углавном рачуна као језички изолат).
У фебруару 2008. објављен је предлог који повезује на-дене (искључујући хајду) са јенисејским језицима централног Сибира у денеско-јенисејску породицу који је добро прихваћен од стране бројних лингвиста. У раду из 2014. године је предложено да наденски језици Северне Америке и јенисејски језици Сибира имају заједничко порекло у језику који се говори у Берингији, између два континента.

## Име
Едвард Сапир је конструисао термин „на-дене“ који се у то време односио на тлингит и атабасканске језике (у то време се није знало за ејак), а и хајда је била укључена. Термин је склопљен од речи „dene“, која у атабасканским језицима значи „човек/људи“; елемент „ne“ представља стару основу речи „особа“, а у сродству је са речју „na“ из хајде (живети) и речју „na“ из тлингита (људи). Дакле, овај термин означава говорнике ових језика.

## Подела
- Тлингит
- Ејак-атабаскански
  - Ејак
  - Атабаскански језици
    - Северни
    - Пацифички
    - Јужни

Лингвисти који рачунају хајду као део ове породице сврставају је као засебну грану. Атабаскански језици говоре се у великом делу Канаде, деловима Орегона и Калифорније, као и на југозападу САД, као и у деловима северног Мексика. Јужни атабаскански језици се зову и апаче језици. У овај огранак спадају навахо и апачки језици. Ејак се говорио на југу Аљаске; последњи говорник овог језика умро је 2008. године.

## Типологија
Сви језици ове породице деле сложене системе префиксације глагола. Сви на-дене језици су синтетички (неки од њих се могу сматрати и полисинтетичким језицима)
У овим језицима заступљен је велики број задњонепчаних и ресичних сугласника.

## На-дене и дубље везе
На-дене језици су укључени у више теорија о везама са другим језичким породицама.

### Дене-јенисејски језици
Професор Едвард Вајда је 2008. дошао до закључка да су На-дене језици генетски повезани са јенисејским језицима у централном Сибиру на основу паралела међу глаголским префиксима, као и на основу систематских паралела између јенисејских тонова и на-дене артикулација сугласника. Део лингвиста сматра да је ова теорија изгледна.

### Раније хипотезе
Према мишљењу лингвисте Џозефа Гринберга, на-дене представља једну од три језичке породице у северној Америци. Остале две су ескимско-алеутска породица и тзв. америндијанска породица, која обухвата све америчке језике осим ескимско-алеутских и на-дене језика. Треба рећи да је америндијанска породица још увек контроверзна и да је већина лингвиста не прихвата.
Многи лингвисти сматрају да на-дене породица представља засебан талас миграција из Азије у Америку, који се догодио пре 6 до 8 хиљада година.
Према Сергеју Старостину, на-дене језици су генетски повезани са јенисејским, сино-тибетанским и северним кавкаским језицима, као и са баскијским језиком у тзв. дене-кавкаску породицу.